# 管花杨桐属
管花杨桐属（学名：Balthasaria）为五列木科的一个属。

## 物种
本属包括以下物种：
- Balthasaria mannii (Oliv.) Verdc.
- Balthasaria schliebenii (Melch.) Verdc.